# Усадьба Толстых (Дединово)
Усадьба Толстых (усадьба Измайлова) — комплекс исторических зданий XVIII—XIX веков в селе Дединово Луховицкого городского округа, на берегу Оки. В ансамбль входят несколько объектов культурного наследия регионального значения.

## История
Усадьба известна со времён Л. Д. Измайлова, в середине XIX века перешла к роду Толстых. Главный усадебный дом XVIII—XIX вв. перестроен в начале XX века, когда в нём разместилось мужское училище. Флигель, известный как дом управляющего Лавренкова, перестроен в 1965 году. В наилучшей степени облик сохранил каретный сарай (по другим данным, это здание являлось амбаром). Усадебный парк был вырублен.

## Архитектура
Первоначально комплекс имел представительный облик в стиле классицизма. Кирпичный главный дом располагался в юго-западной части владения, выходя главным фасадом к Оке, справа от него — одноэтажный дом управляющего. Сохранившееся без перестроек хозяйственное здание, выходящее торцом на улицу, имеет два яруса и два архитектурно проработанных фасада — длинный, выходящий во двор, и короткий торцевой — в сторону улицы. Фасады разделены междуярусным поясом, верхний ярус украшен полукруглыми нишами. На торцевом фасаде ниши дополнены пилястрами тосканского ордера высотой в оба этажа с белокаменными капителями. Здание венчает развитый антаблемент и далеко вынесенный деревянный карниз.